# Ralph Metzner

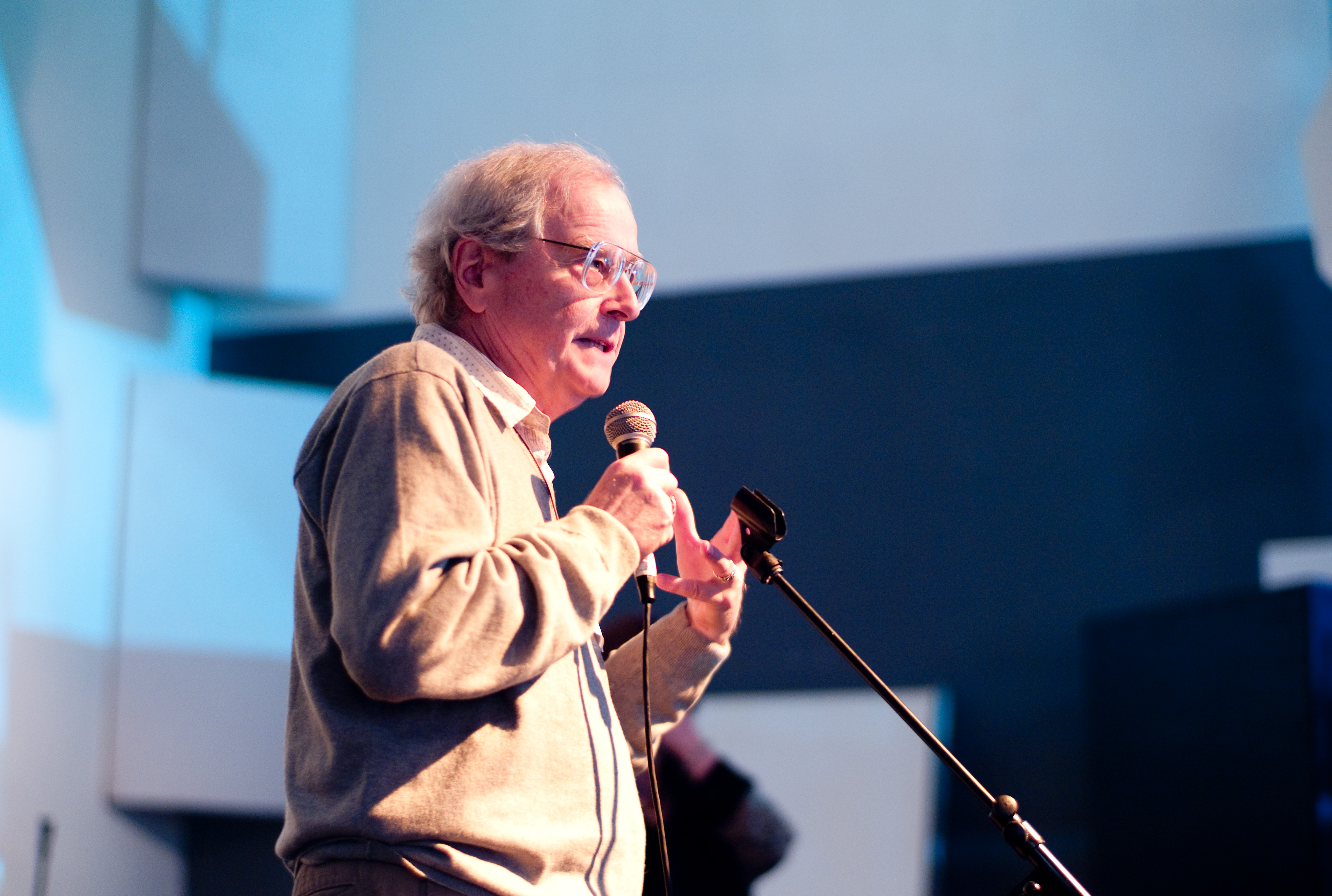
Ralph Metzner (2009)

Ralph Metzner (* 18. Mai 1936 in Berlin, Deutschland; † 14. März 2019 in Sonoma, Kalifornien, Vereinigte Staaten) war ein US-amerikanischer Psychologe mit deutsch-britischen Wurzeln. Er war ein früher Weggefährte von Timothy Leary und Co-Autor des Psychedelischen Handbuchs.

## Leben
Ralph Metzner war der Sohn eines deutschen Vaters und einer britischen Mutter. Er studierte Philosophie und Psychologie an der Oxford University und promovierte 1962 im Bereich Klinischer Psychologie und Persönlichkeitsforschung an der Harvard University. Im Folgejahr wurde Dr. Ralph Metzner Mitglied des Pharmakologiekollegiums der Harvard Medical School (HMS), der medizinischen Fakultät der Harvard-Universität. Zusammen mit Assistenz-Professor Richard Alpert und Timothy Leary war er in die im akademischen Umfeld veranstalteten Psilocybin- und LSD-Experimente involviert. Gemeinsam veröffentlichten sie eine Bearbeitung des Tibetischen Totenbuches, das 1963 unter dem Titel The Psychedelic Experience (deutsch: Psychedelische Erfahrungen. Ein Handbuch nach Weisungen des Tibetanischen Totenbuches) erschienen ist.
Nach eigenen Angaben machte Metzner seine erste psychedelische Erfahrung 1961 mit Psilocybin. Er bezeichnete diese Erfahrung in der Rückschau 2006 als einen von zwei Wendepunkten in seinem Leben, „nach dem sich alles in meinem Leben änderte“.
Nach seinem Weggang aus Harvard war Ralph Metzner von 1963 bis 1967 Direktor der von Timothy Leary gegründeten International Foundation For Internal Freedom (IFIF). Ziel der IFIF war es, im ganzen Land privat finanzierte Forschungszentren einzurichten, in denen vorrangig „Künstler, Schriftsteller, Gläubige und Sucher“ unter ärztlicher Anleitung im Auftrag hergestelltes, legales Meskalin, Psilocybin und LSD zur Bewusstseinsmodifikation einnehmen konnten. Als Publikationsorgan diente die hauseigene Psychedelic Review, deren Redakteur Ralph Metzner war. Die Zeitschrift mit dem wissenschaftlichen Anspruch sollte die Leserschaft über den richtigen Umgang mit psychedelischen Drogen informieren und zur Bewusstseinserweiterung, Intelligenzsteigerung und Hervorbringung mystischer Erfahrungen mittels Psychedelika beitragen. Diese Pläne wurden spätestens mit dem generellen Verbot von LSD in den USA 1966 hinfällig.

## Schriften
- mit Timothy Leary und Richard Alpert: Psychedelische Erfahrungen. Ein Handbuch nach Weisungen des Tibetanischen Totenbuches, Barth Verlag, Weilheim 1971 (1963). ISBN 978-3870412487
- mit Ram Dass: Birth of a Psychedelic Culture: Conversations about Leary, the Harvard Experiments, Millbrook and the Sixties. Synergetic Press, Santa Fe 2010. ISBN 978-0-907791-38-6
  - Geburt einer psychedelischen Kultur: Gespräche über Leary, die Harvard Experimente, Millbrook und die 60er Jahre, Solothurn 2018. ISBN 978-3037885499
- Albert Hofmann und die Suche nach dem alchemistischen Stein der Weisen. In: Mathias Broeckers/Roger Liggenstorfer: Albert Hofmann und die Entdeckung des LSD – Auf dem Weg nach Eleusis, Baden 2006, S. 90–99, ISBN 3-03800-276-3.
- Der Brunnen der Erinnerung. Die mythologischen und schamanischen Wurzeln unserer Kultur, Arun Verlag, 2012. ISBN 978-3866630802

## Diskografie
- mit Timothy Leary und Richard Alpert: The Psychedelic Experience: A Manual Based on The Tibetan Book of the Dead, 1966 (2003).
- Ralph Metzner: Bardo Blues, Mimir Music 2005 (Min 40:27).